# Nereis aibuhitensis
Nereis aibuhitensis är en ringmaskart som först beskrevs av Grube 1878.  Nereis aibuhitensis ingår i släktet Perinereis och familjen Nereididae. Inga underarter finns listade i Catalogue of Life.